# Maison de Savoie-Carignan
Pour les articles homonymes, voir Carignan.
 (août 2022).
Si vous disposez d'ouvrages ou d'articles de référence ou si vous connaissez des sites web de qualité traitant du thème abordé ici, merci de compléter l'article en donnant les références utiles à sa vérifiabilité et en les liant à la section « Notes et références ».

Armoiries des princes de Carignan à partir de 1630

La maison de Savoie-Carignan est une branche cadette de la maison de Savoie. Elle apparaît en 1620 avec l'érection de la ville italienne de Carignano, à proximité de Turin, en principauté par le duc de Savoie Charles-Emmanuel Ier en faveur de son fils cadet Thomas. Lui et ses successeurs portent le titre de « prince de Carignan ».
En 1662, le territoire d'Yvois, village du Luxembourg français annexée par la France en 1659 (article XXXVIII du traité des Pyrénées), est érigé en duché de Carignan par Louis XIV au profit d'Eugène-Maurice de Savoie-Carignan, comte de Soissons, fils du prince de Carignan en Piémont et la ville perd son nom pour devenir Carignan. À la veille de la Révolution de 1789, le duché compte environ 9 000 habitants.
À la mort du roi de Sardaigne Charles-Félix de Savoie, la ligne directe des Savoie s'éteignit, et il fallut remonter à la branche des Savoie-Carignan pour désigner l'héritier au trône du royaume de Sardaigne : ce fut Charles-Albert de Sardaigne (1798 – 1849). Tous les rois d'Italie descendent donc de la branche Savoie-Carignan.

## Filiation de Savoie-Carignan
1. 1620-1656 : Thomas de Savoie-Carignan (1596 † 1656), fils cadet de Charles-Emmanuel Ier, duc de Savoie, marié en 1625 à Marie de Bourbon (1606 † 1692), comtesse de Soissons.
2. 1656-1709 : Emmanuel-Philibert de Savoie-Carignan (1628 † 1709), fils du précédent, marié en 1684 à Angélique-Catherine d'Este (1656 † 1722).
3. 1709-1741 : Victor-Amédée Ier de Savoie-Carignan (1690 † 1741), fils du précédent, marié en 1714 à Marie-Victoire de Savoie (1690 † 1766).
4. 1741-1778 : Louis-Victor de Savoie-Carignan (1721 † 1778), fils du précédent, marié en 1740 Christine-Henriette de Hesse-Rheinfels-Rotenbourg (1717 † 1778).
5. 1778-1780 : Victor-Amédée II de Savoie-Carignan (1743 † 1780), fils du précédent, marié en 1768 à Joséphine de Lorraine (1753 † 1797).
6. 1780-1800 : Charles-Emmanuel de Savoie-Carignan (1770 † 1800), fils du précédent, marié en 1797 à Marie-Christine de Saxe (1779 † 1851).
7. 1800-1831 : Charles-Albert, roi de Sardaigne (1798 † 1849). Fils du précédent, il devient roi de Sardaigne en 1831, lors du décès de Charles-Félix de Savoie, roi de Sardaigne (1765-1831), dernier représentant de la branche aînée de la maison de Savoie, décédé sans postérité mâle.
8. 1820-1878 : Victor-Emmanuel II, roi d'Italie.
9. 1844-1900 : Humbert Ier, roi d'Italie.
10. 1869-1947 : Victor-Emmanuel III, roi d'Italie.
11. 1904-1983 : Humbert II, roi d'Italie.
12. 1937-1972 : Victor-Emmanuel de Savoie (né en 1937), prince de Naples, duc de Savoie
13. 1972-2020 : Emmanuel-Philibert de Savoie (né en 1972), prince de Venise et prince de Piémont
14. 2020 : Vittoria de Savoie (née en 2003), princesse de Carignan

## Branche de Savoie-Aoste
En l'absence de descendance mâle en ligne légitime d'Emmanuel-Philibert de Savoie-Carignan, à son décès, la succession des prétendants au trône d'Italie serait assumée par Aimon de Savoie Aoste, puis par ses descendants mâles légitimes par ordre de primogéniture, conformément à la filiation suivante :
1. Charles-Albert, (1798-1849), roi de Sardaigne.
2. Victor-Emmanuel II, (1820-1878), roi d'Italie.
3. Amédée de Savoie-Aoste (1845-1890), 1er duc d'Aoste. Il est le frère cadet d'Humbert Ier de Savoie-Carignan, roi d'Italie, et l'auteur de la branche cadette des Savoie-Aoste.
4. Emmanuel-Philibert de Savoie-Aoste, (1869-1931), 2e duc d'Aoste.
5. Amédée de Savoie-Aoste (1898-1942), 3e duc d'Aoste, sans postérité masculine.
6. Aymon de Savoie-Aoste (1900-1948), 4e duc d'Aoste, frère cadet du précédent.
7. Amédée de Savoie-Aoste (1943-2021), 5e duc d'Aoste.
8. Aimon de Savoie-Aoste (1967), 6e duc d'Aoste.
9. Humbert de Savoie-Aoste, (2009), duc des Pouilles.